# Iglesia de Notre Dame de Laeken
La Iglesia de Notre Dame de Laeken (en francés: Église Notre-Dame de Laeken; en neerlandés: Onze-Lieve-Vrouwekerk van Laken) es una iglesia católica de estilo neogótico del siglo XIX que se encuentra al extremo de la Avenida de la Reina, en Laeken (Bruselas). Construida por orden del rey Leopoldo I para inhumar los restos de su esposa, la reina Luisa María de Orleans (a quien recuerda el nombre de la avenida), desde entonces sirve de panteón de la familia real belga.

## Historia

### Primera iglesia
Solo se puede conjeturar el origen de la iglesia de Laeken, que quizá ya era una hacienda privada en la época carolingia. Según un erudito del siglo XV, la habría consagrado el papa León III (795 a 816), al pasar por Laeken en compañía del emperador Carlomagno. Otro erudito, Quentin Hennin, párroco de Laeken en el siglo XVI, afirma que fue fundada por dos vírgenes en memoria de su hermano, duque de Germania, muerto en una batalla contra los infieles «a la vista de Bruselas». Los autores contemporáneos piensan que la primera de estas historias es la más probable, pero sigue siendo difícil de verificar.
Es cierto que en el siglo XIII existía una iglesia gótica en el centro del municipio de Laeken, cuya construcción está unida a una curiosa leyenda. Todas las mañanas, los obreros que habían comenzado a levantar los cimientos encontraban destruido su trabajo del día anterior. El cuarto día, se escondieron para sorprender a los responsables, pero se encontraron con la Virgen, Santa Bárbara y Santa Catalina. La Virgen dejó en el lugar un hilo que indicaba la orientación y las dimensiones que debían darse al templo. En 1633 fue robado ese hilo, que era objeto de veneración, y al que se atribuían poderes milagrosos. El culpable de esta profanación fue descuartizado y quemado en la Grand Place de Bruselas. Además del hilo, en el santuario se veneraba una estatua de Nuestra Señora, a la que la tradición y numerosas leyendas atribuyen también varios milagros.
En el siglo XVII, el patrocinio activo de la archiduquesa Isabel Clara Eugenia añade notoriedad al lugar y convierte la iglesia en centro de peregrinación. Organiza grandes procesiones que partían de la catedral de Bruselas y que terminaban en la iglesia de Laeken. Después, la archiduquesa descansaba en el Castillo de Coensborgh antes de regresar en carruaje. Las ilustraciones de la época muestran una iglesia coronada por una torre central cuadrada, prolongada a un lado por una capilla dedicada a Santa Bárbara, y ya rodeada de un pequeño cementerio.
A partir de 1781, María Cristina de Habsburgo-Lorena y Alberto de Sajonia-Teschen, últimos gobernadores de los Países Bajos Austríacos, hacen construir cerca de la iglesia de Laeken el castillo de Schoonenberg (o de Beaumont), que utilizan como residencia de verano. Más tarde, el castillo se convierte en propiedad de Napoleón Bonaparte y después de Guillermo de Orange, que lo amplía. Leopoldo I, primer rey de los belgas, lo elige como residencia privada. Con el nombre de castillo de Laeken, hoy sigue siendo la residencia de los soberanos belgas.

### Nueva iglesia
Aunque murió en Ostende en 1850, Luisa María de Orleans deseaba ser enterrada en Laeken. Para honrar la memoria de su esposa, Leopoldo I proyecta una nueva iglesia, más grande, en Laeken. Por real decreto del 14 de octubre de 1850, el gobierno autoriza la 

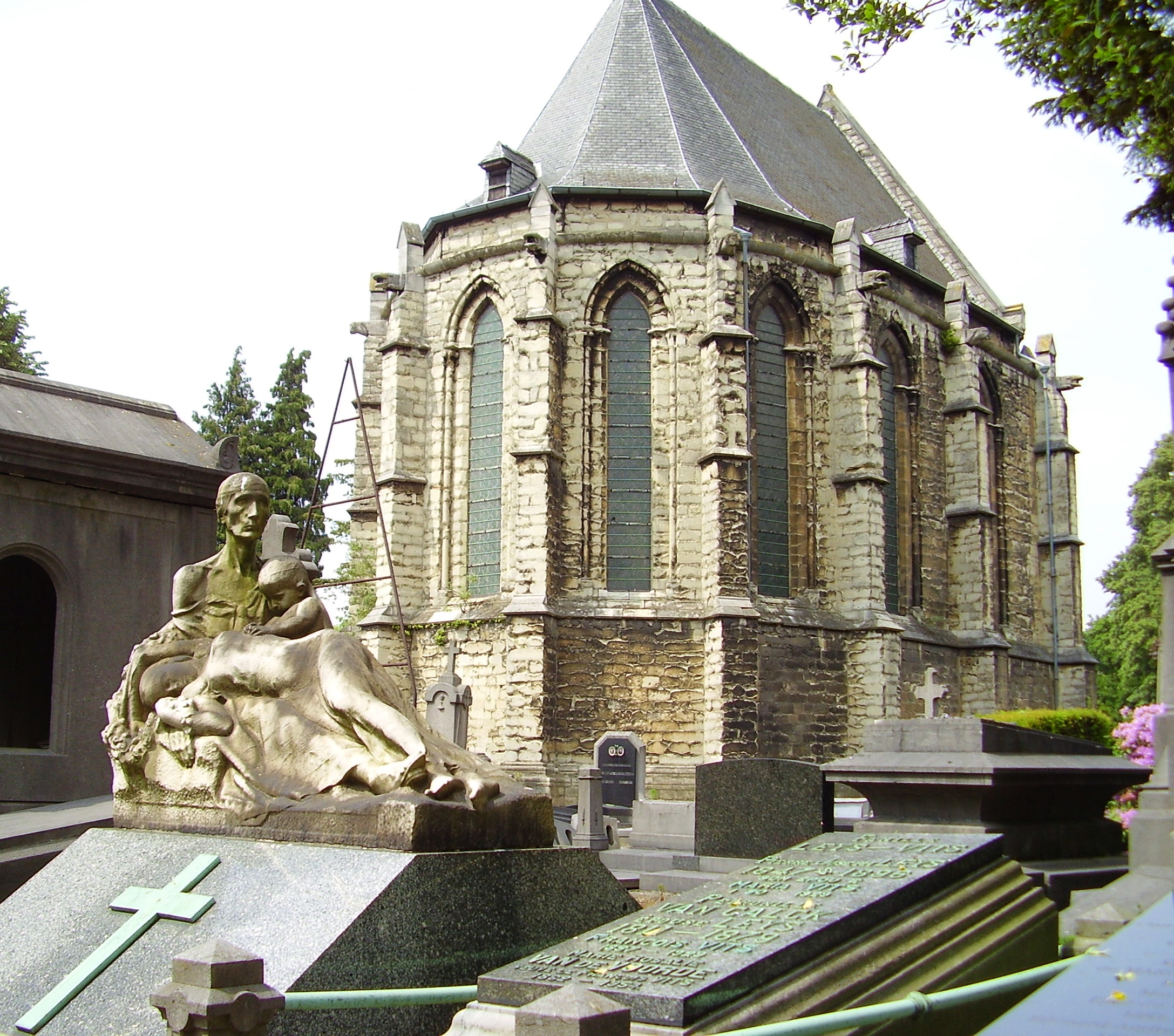
Coro de la antigua iglesia, en el centro del cementerio.

construcción del edificio y organiza un concurso, cuyo reglamento estipulaba que la iglesia debía tener un aforo de al menos 2000 personas, y que su precio no debía sobrepasar los 800 000 francos. En 1852, el jurado elige el proyecto presentado por un tal Paul Du Bois, pseudónimo de Joseph Poelaert, que entonces era un joven arquitecto de 34 años. Inicialmente, el proyecto elegido era un edificio bastante simple de ladrillo, con bandas de piedra, cuya fachada estaba rematada por una sola flecha con el tejado de pizarra. En 1853, el jurado propone modificar el proyecto para hacerlo más monumental, con una fachada neogótica dotada de tres flechas. Esto implicaba sobrepasar el presupuesto inicial, que acabó siendo el primero de una larga serie. El propio Leopoldo I colocó la primera piedra del nuevo edificio en 1854. En 1865, Poelaert, absorbido por el proyecto del palacio de justicia de Bruselas, abandonó la dirección de la obra. Le sucedieronn varios arquitectos: Auguste Payen, Antoine Trappeniers, Louis de Curte y Alphonse Groothaert. La iglesia, aunque se consagró en 1872, no se terminó hasta 1909, después de una larga interrupción de las obras.
Será Leopoldo II, deseoso de embellecer el lugar, el que encargará a un arquitecto de Múnich, el barón  Heinrich von Schmidt, terminar la fachada principal, los porches monumentales y la torre central.
Por razones urbanísticas, la fachada de la iglesia debía estar orientada hacia el centro de Bruselas, por lo que el coro no se orienta hacia el este, como suele ser habitual, sino hacia el noreste.

## Panteón Real
Se encuentra detrás del ábside de la iglesia, bajo una capilla octogonal, están enterrados todos los soberanos de Bélgica y miembros cercanos de la familia real. Los sarcófagos están dispuestos en un círculo alrededor de la tumba de Leopoldo I y su esposa Luisa María, colocado en el centro y coronado por una corona.
Hay veintiún miembros enterrados, incluidos cinco reyes, cinco reinas y una emperatriz:
- Luis Felipe, príncipe heredero de Bélgica (24 de julio de 1833 - 16 de mayo de 1834) - (hijo mayor de Leopoldo I), enterrado inicialmente en la Catedral de San Miguel y Santa Gúdula de Bruselas, fue transferido a Laeken en 1876.
- Princesa Luisa María de Orleans, reina de los belgas (3 de abril de 1812 - 11 de octubre de 1850) - (segunda esposa de Leopoldo I), enterrada inicialmente en la antigua iglesia de Laeken, fue transferida en 1876.
- Leopoldo I, primer rey de los belgas (16 de diciembre de 1790 - 10 de diciembre de 1865), enterrado inicialmente en la antigua iglesia de Laeken, fue transferido en 1876.
- Leopoldo, príncipe heredero de Bélgica (12 de junio de 1859 - 22 de enero de 1869) - (hijo de Leopoldo II), enterrado inicialmente en la antigua iglesia de Laeken, fue transferido en 1876.
- Princesa Josefina María de Bélgica (30 de noviembre de 1870 - 18 de enero de 1871) – (hija del príncipe Felipe de Bélgica), enterrada inicialmente en la antigua iglesia de Laeken, fue transferida en 1876.
- Príncipe Balduino de Bélgica (3 de junio de 1869 - 23 de enero de 1891) – (hijo del príncipe Felipe de Bélgica).
- Archiduquesa María Enriqueta de Austria, reina de los belgas (23 de agosto de 1836 - 19 de septiembre de 1902) - (esposa de Leopoldo II).
- Príncipe Felipe de Bélgica, conde de Flandes (24 de marzo de 1837 - 17 de noviembre de 1905) - (segundo hijo de Leopoldo I).
- Leopoldo II, segundo rey de los belgas (9 de abril de 1835 - 17 de diciembre de 1909).
- Princesa María de Hohenzollern-Sigmaringen, condesa de Flandes (17 de noviembre de 1845 - 26 de noviembre de 1912) – (esposa del príncipe Felipe de Bélgica)
- Princesa Carlota de Bélgica, emperatriz de México (7 de junio de 1840 - 19 de enero de 1927) - (esposa del emperador Maximiliano I de México, hija de Leopoldo I)
- Alberto I, tercer rey de los belgas (8 de abril de 1875 - 17 de febrero de 1934) – (hijo del príncipe Felipe de Bélgica).
- Princesa Astrid de Suecia, reina de los belgas (17 de noviembre de 1905 - 29 de agosto de 1935) - (primera esposa de Leopoldo III)
- Duquesa Isabel Gabriela de Baviera, reina de los belgas (25 de julio de 1876 - 23 de noviembre de 1965) - (esposa de Alberto I)
- Príncipe Carlos de Bélgica, conde de Flandes, regente (10 de octubre de 1903 - 1 de junio de 1983) - (hijo de Alberto I).
- Leopoldo III, cuarto rey de los belgas (3 de noviembre de 1901 - 25 de septiembre de 1983).
- Príncipe Leopoldo Manuel de Liechtenstein (20 de mayo de 1984) - (hijo mayor de los príncipes Nicolás de Liechtenstein y Margarita de Luxemburgo, nieto del Gran Duque Juan de Luxemburgo y la princesa Josefina Carlota de Bélgica y por lo tanto bisnieto de Leopoldo III).
- Balduino, quinto rey de los belgas (7 de septiembre de 1930 - 31 de julio de 1993).
- Lilian Baels, princesa de Rethy (28 de noviembre de 1916 - 7 de junio de 2002) - (segunda esposa de Leopoldo III).
- Príncipe Alejandro de Bélgica (18 de julio de 1942 - 29 de noviembre de 2009) - (hijo de Leopoldo III) (está enterrado en una capilla contigua y no en el propio panteón).
- Fabiola de Mora y Aragón, reina de los belgas (11 de junio de 1928 - 5 de diciembre de 2014) - (esposa del rey Balduino), es hasta la fecha la última enterrada en el panteón.

## Acceso
La estación de metro más cercana es la de Bockstael (línea 6).